# Northern Kings
Northern Kings és un grup de metal de Finlàndia.

## Membres
- Marco Hietala - cantant
- Tony Kakko - cantant
- Jarkko Ahola - cantant
- JP Leppäluoto - cantant[2]

## Discografia

### Àlbums
- Reborn (2007)
- Rethroned (2008)

### Singles
- "We Don't Need Another Hero" (2007)
- "Hello" (2007)
- "Kiss From a Rose" (2008)
- "Lapponia" (2010)